# Myrsine lancifolia
Myrsine lancifolia är en viveväxtart som beskrevs av Carl Friedrich Philipp von Martius. Myrsine lancifolia ingår i släktet Myrsine och familjen viveväxter. Inga underarter finns listade i Catalogue of Life.